# Harald Lindberg (konstnär)
Harald Lindberg, född 26 januari 1901 i Rumshamn, Björkö-Arholma socken, död 4 augusti 1976 i Stockholm, var en svensk målare, grafiker och tecknare.

## Biografi
Harald Lindberg var till sjöss åren 1916–1922. Han studerade vid Konstakademien 1925–1929, där han som lärare i måleri hade Carl Wilhelmson och i teckning Albert Engström. Under akademitiden bildade han familj med Märta (född Raap) i Stockholm och bosatte sig först vid Kornhamnstorg och från 1934 på Urvädersgränd vid Mosebacke torg, där han bodde fram till sin död. 
En stor del av året bodde och arbetade Harald Lindberg på släkthemmanet Rumshamn vid Ålands hav. Där kunde han utveckla en särskild känsla för naturen och människorna i skärgården, vilket han även uttryckte i sitt måleri. Han illustrerade jubileumsutgåvan av August Strindbergs Hemsöborna till författarens 100-årsdag 1949. 
Harald Lindbergs separatutställningar arrangerades i flera av Sveriges städer, de största vid Konstakademien 1951 och 1978 samt på Sjöhistoriska museet 1970–1971. Efter hans död har utställningar anordnats på flera andra museer.

## Verk

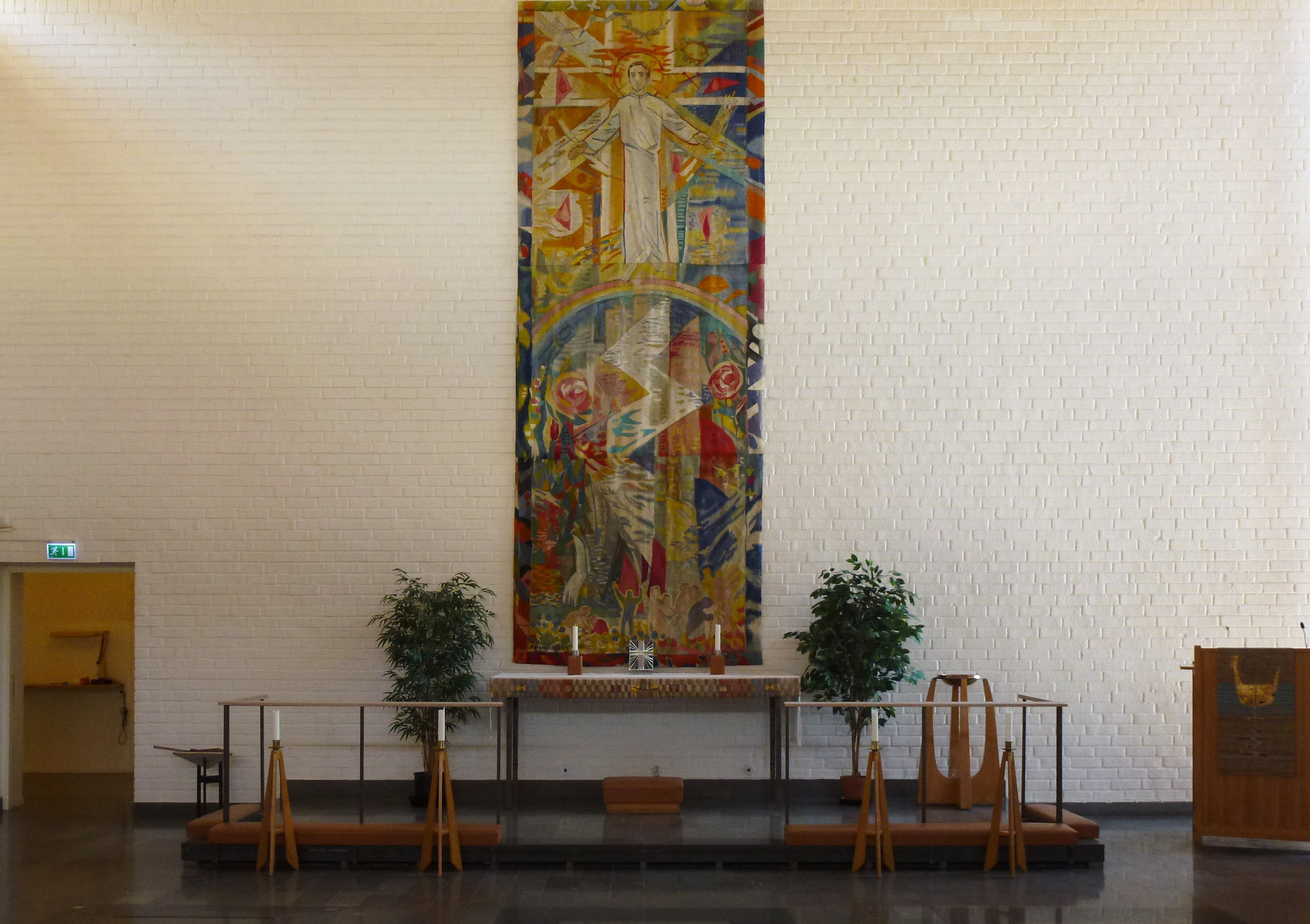
Gobelängen Ovan jordens flod och dal i S:t Botvids kapell i Huddinge kommun skapades av Lindberg 1967.

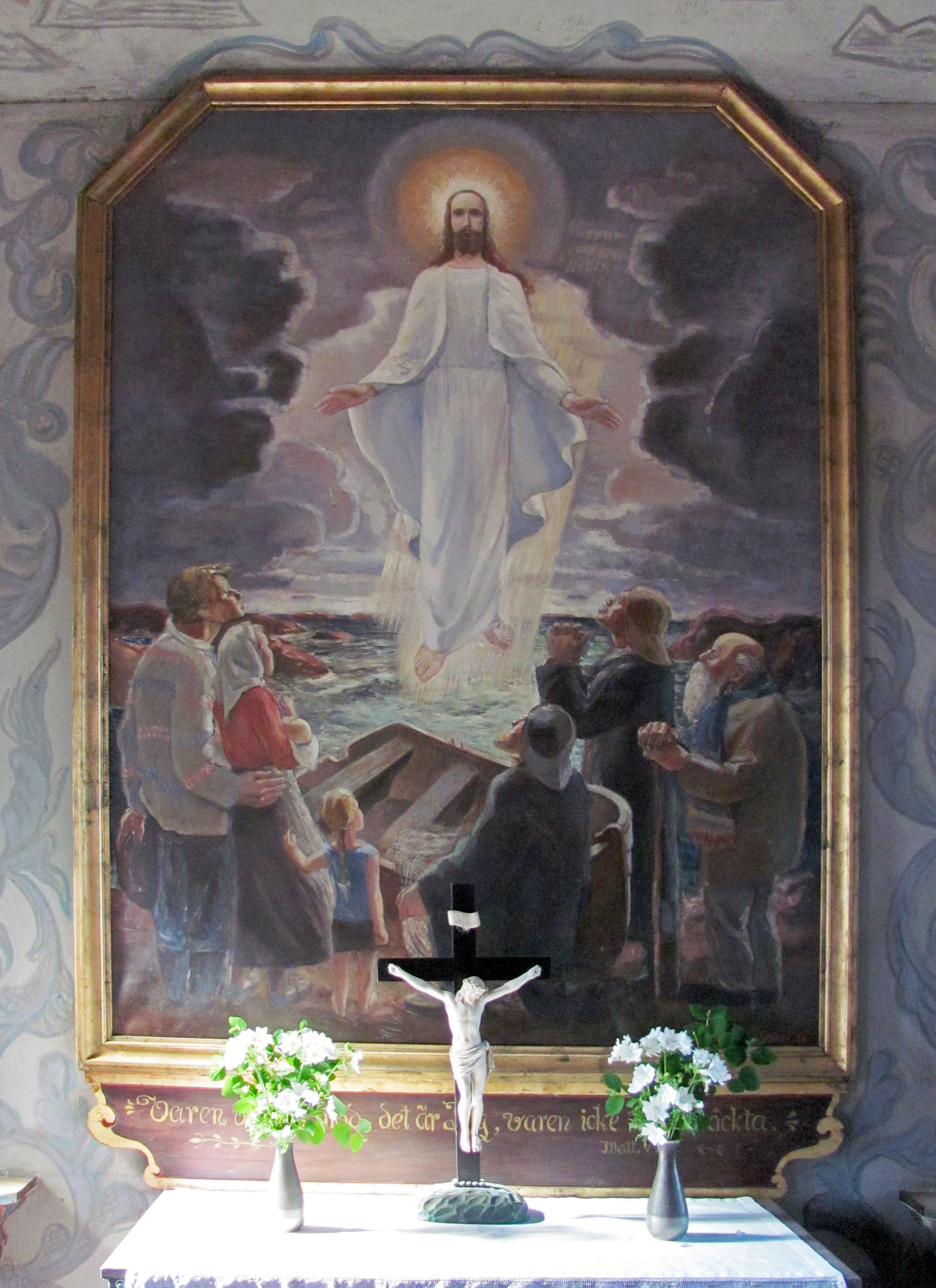
Altartavla i Arholma kyrka.

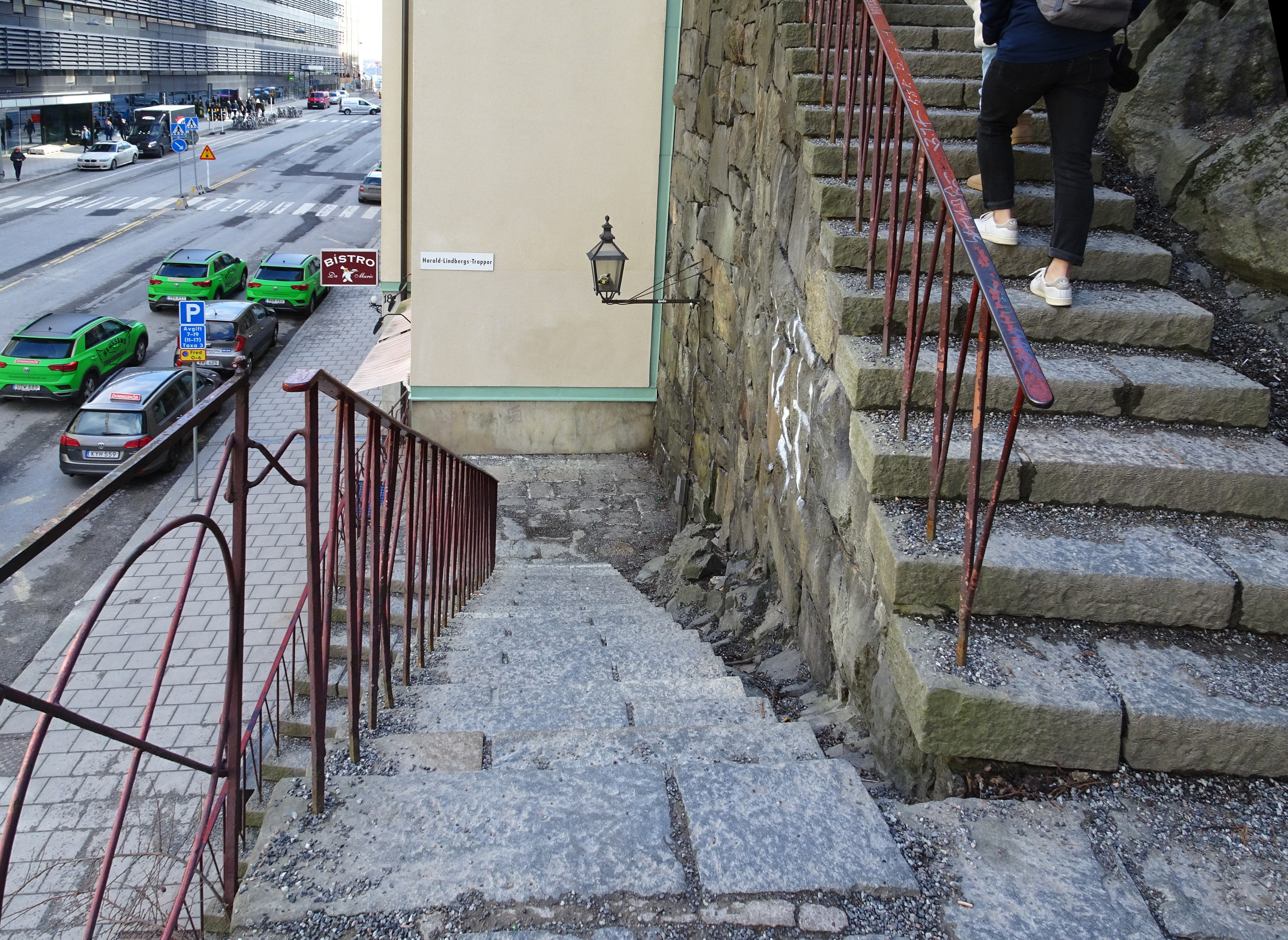
Harald Lindbergs trappor på Södermalm i Stockholm.

Hav, kust och sjöfart är det som, för det mesta, karakteriserar Harald Lindbergs måleri. Men han var också mycket uppskattad som porträttmålare. Han utförde många offentliga porträttbeställningar. I Statens porträttsamling på Gripsholms slott finns exempel på hans konst. Hans spontana människoskildringar kan bland annat studeras på Roslagsmuseet i Norrtälje, där det finns ett hundratal teckningar av skärgårdsfolk. Han kunde fånga en karaktär.
Harald Lindberg utförde flera offentliga monumentala verk, varav kan nämnas al fresco-väggen i Spånga gymnasium 1946, Norrtälje lasarett 1952, väggmålningen Juniskäret i Brantingsskolan, Uppsala, 1960, Sjöbefälsskolan i Göteborg samt Stockholms hamn och Tullens historia (1966–1967) i Hamnstyrelsens tidigare lokaler på Gärdet. Lindbergs Stockholmsskildringar, såsom Stockholms ström, Slussen och Staden vid vattnet, utmärks av sin friskhet. Han hade alltid sin ateljé i närheten av Slussen i Stockholm.
Hans kyrkliga arbeten är många. Redan 1928 utförde han altartavlan och övrig dekoration i Arholma kyrka och 1956–1957 skapade han den totala kormålningen Himlalotsen i Björkö-Arholma kyrka. I nio kyrkor finns glasmålningar av Harald Lindberg, bland dem den i Valbo kyrka, Bervens fönster i Radiumhemmet och den sista i Österunda kyrka 1973. I S:t Botvids kapell skapade han 1967 en fem meter hög gobeläng, Ovan jordens flod och dal, som hänger över altaret. En annan gobeläng finns på Skatteverket. 
Han var en mångsidig konstnär, som behärskade ett flertal tekniker och också arbetade med grafik, litografier och illustrationer. Han var även en framstående skribent och poet. Harald Lindberg finns representerad på bl.a. Nationalmuseum, Moderna museet och Norrköpings konstmuseum samt i statliga konstsamlingar och på Kungliga biblioteket.
Om Harald Lindberg finns boken Juniskäret, skriven av Martin Strömberg (Hökerbergs Förlag, 1963).

## Övrigt
Hans sjömanstid kan studeras på Roslagens Sjöfartsminnesförenings museum i Älmsta, och i dess årsskrift Rospiggen 2004. Han var med om bildandet av Roslagens Konstnärsgille. Dessutom finns en illustrerad historik utställd sommartid hos Föreningen Allmogebåtar på Fjäderholmarna. Lindberg tilldelades S:t Eriksmedaljen 1976. Till hans 100-årsdag döptes trapporna mellan Klevgränd och Katarinavägen, intill hans tidigare ateljéer och bostad, nära Slussen i Stockholm,  till Harald Lindbergs Trappor. Han fick tre döttrar, speciallärare Kerstin Djerf född 1928, konstnär Märit Lindberg-Freund född 1934 och textilkonstnär Eva Sjöblom född 1946.

## Utställningar i urval
- Första separatutställningen: Fahlcrantz , Stockholm (1935)
- Konstnärshuset, Stockholm (1942)
- Konstakademien, Stockholm (1951)
- Konstnärshuset, Stockholm (1957)
- Sjöhistoriska museet, Stockholm (1971)
- Minnesutställning, Konstakademien, Stockholm (1978)
- Kalmar konstmuseum (1980)
- Vandringsutställning, Stockholms läns museum (1988 – 1990)
- Västerås konstmuseum (1992)
- HL 100 år. Norrtälje Konsthall, och Stadsbibliotek samt Roslagsmuseet (2001)
- Lindberg finns representerad vid bland annat Nationalmuseum[5], Moderna museet[6] i Stockholm och Kalmar konstmuseum[7].